# Hypocerides spinulicosta
Hypocerides spinulicosta är en tvåvingeart som beskrevs av Rudolf Beyer 1965. Hypocerides spinulicosta ingår i släktet Hypocerides och familjen puckelflugor. Inga underarter finns listade i Catalogue of Life.